# 賀吉普

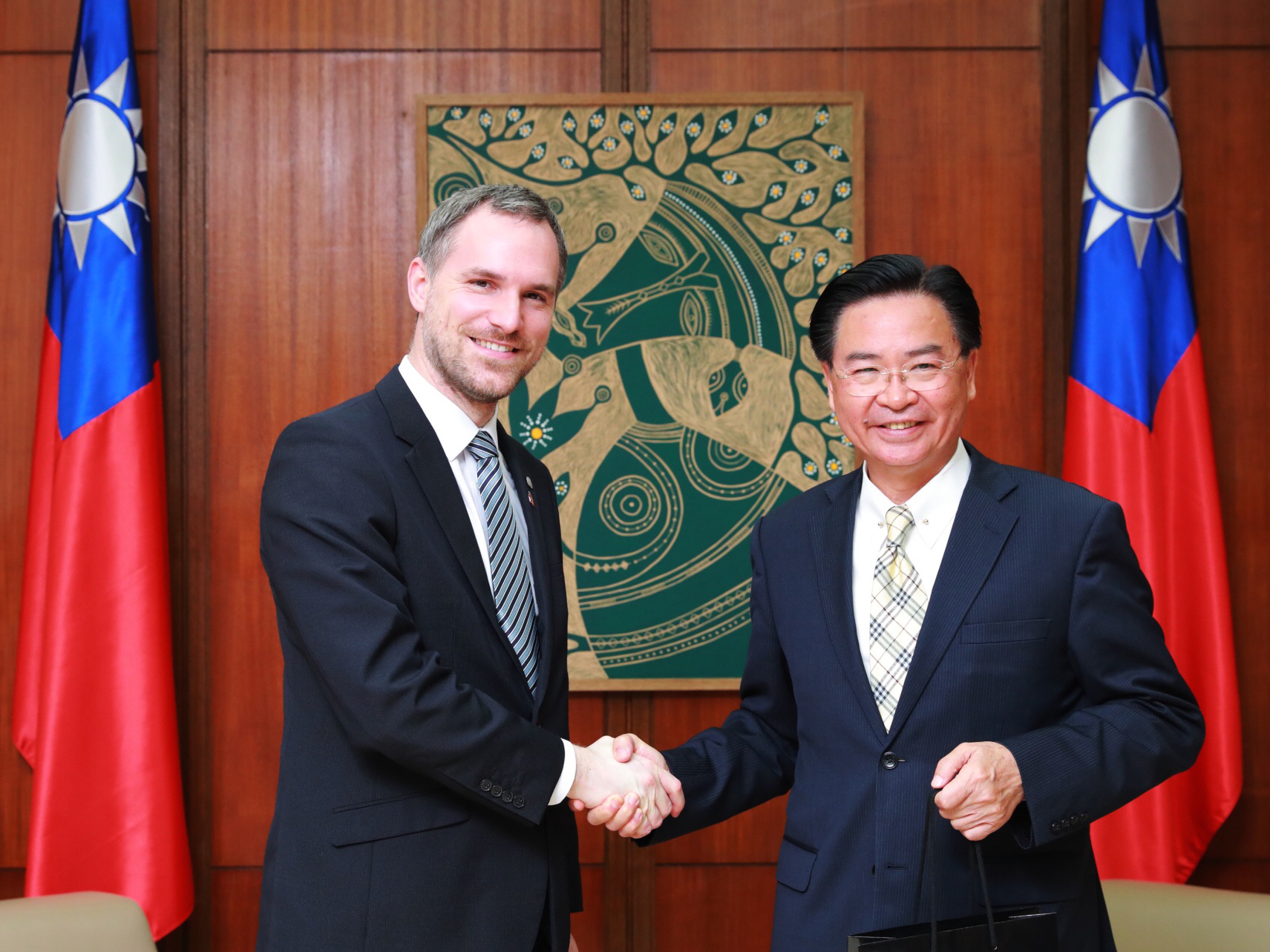
2019年，賀吉普會見中華民國外交部部長吳釗燮

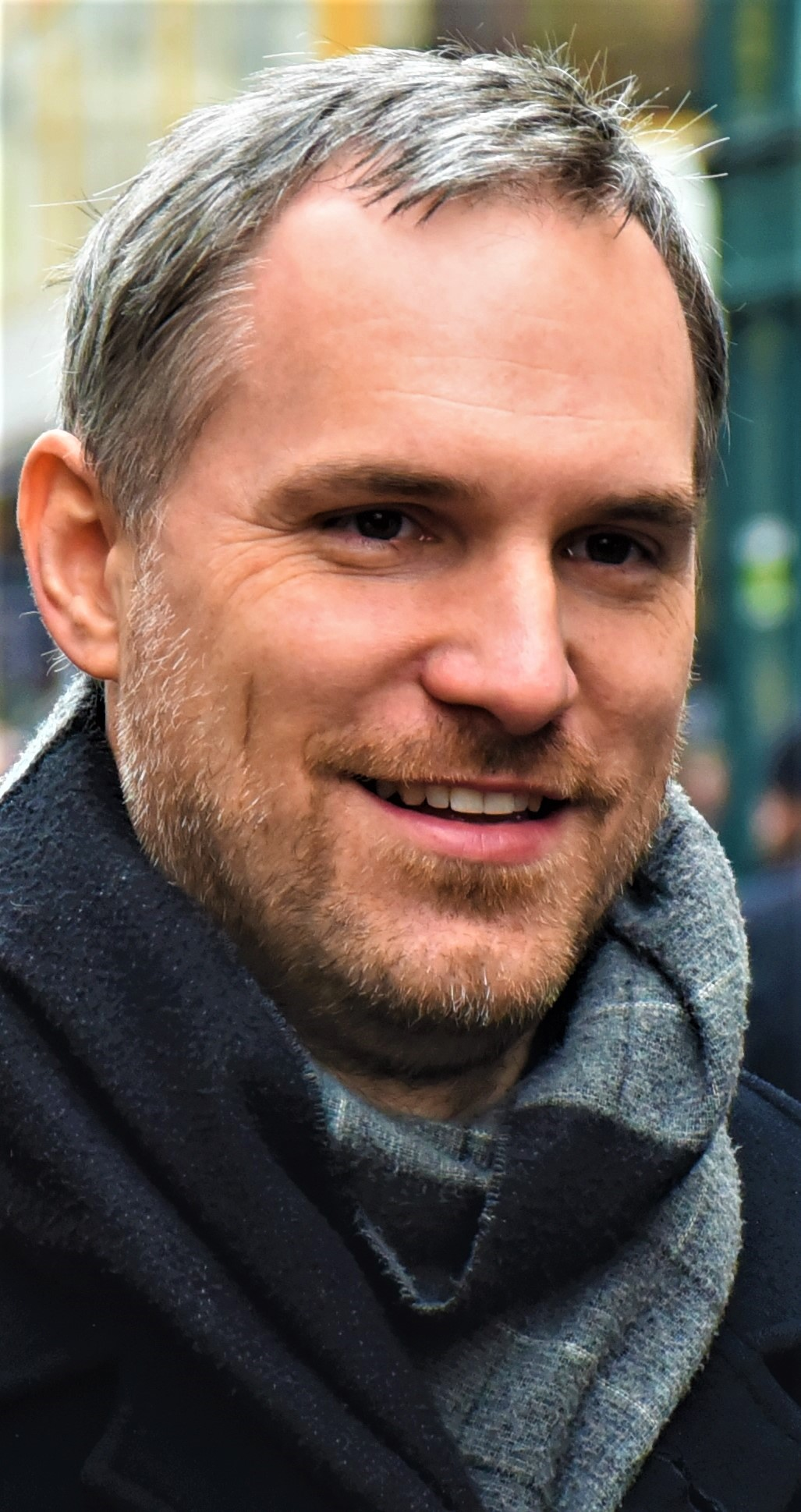
2019年

兹德聂克·赫日布（1981年5月21日—）是捷克政治人物、醫師，現任捷克海盜黨主席以及布拉格第一副市長。曾任布拉格市長。

## 生平
生於捷克東南部的斯拉維欽，畢業於布拉格查理大學醫學系。2005年曾在台灣當過交換學生，並在林口長庚醫院實習。

## 政治生涯
2015年，親中立場的捷克總統齊曼赴北京市出席抗戰暨二戰結束70周年的閱兵式，是唯一出席的歐盟國家元首。2016年，中華人民共和國主席習近平首度訪問捷克，布拉格與北京也因此締結為姐妹市，時任北京市長王安順和布拉格市長科爾娜喬娃簽署協定。協定中第3條明文：「布拉格市政府承諾，繼續履行捷克政府的一個中國原則，承認臺灣是中國不可分割的領土」，當時北京還計畫將一隻熊貓贈送給布拉格動物園。
2019年1月14日，新任布拉格市長賀吉普表示有意與北京重新協商姐妹市協定中的「一中條款」，並認為第3條（一個中國原則並承認臺灣是中國不可分割的領土）不應該是協議的一部分，布拉格應該在尊重人權的基礎上展現出自信。3月，賀吉普表示布拉格與北京締結為姐妹市在協定中放進臺灣屬中國領土的條款是一個「錯誤」，他將嘗試與北京交涉，如果談判失敗，寧願廢止姐妹市協定。賀吉普強調，城市之間的關係本來就與一個中國原則無關，廢除這條條款，也不至於影響中捷關係。3月28日，賀吉普稱希望布拉格與臺北締結姐妹市深化合作關係。3月，根據媒體報導中華人民共和國駐捷克大使張建敏拿捷克總統齊曼之後訪華行程威脅，逼迫捷克貿工部委婉請中華民國駐捷克代表汪忠一離席。3月29日，應邀來臺訪問的賀吉普拜會中華民國外交部，並在部長吳釗燮陪同下接受媒體聯訪，賀吉普對臺灣代表被要求離席一事指出作為主人不應該要求已經邀請來的客人離開，這是「令人無法接受的」。
10月7日，賀吉普表示市政府希望廢除姐妹市協定中的「一中條款」，卻遲遲等不到北京市人民政府的回應，因此決定在市政會議上宣布解除與北京的姐妹市關係。賀吉普並表示市議會將此提案排進議程，希望得到聯合執政的各黨支持並通過提案。為報復布拉格的決定，中華人民共和國政府也取消四個樂團的演出行程。
2020年1月13日，賀吉普與臺北市長柯文哲在布拉格市政廳簽署協定，宣佈布拉格與台北締結為姊妹市。次日，上海市人民政府宣佈解除與布拉格的姐妹市關係。
2020年8月30日，捷克參議院議長維特齊與賀吉普率領89人的訪問代表团访问台湾，與中華民國總統蔡英文等高層官員會面。
2023年2月16日，轉任布拉格第一副市長，負責公共交通的政務。
2024年11月9日，當選捷克海盜黨主席。

## 與台灣的关系
2019年3月，賀吉普於臺北市準備參加月底舉辦的智慧城市首長高峰會前夕，接受中央社訪問時表示：自己就讀布拉格查理大學醫學院期間，曾到林口長庚紀念醫院當國際交換生並實習約一個月，對臺灣留下很好的印象。賀吉普並表示臺灣的科技先進，人民又友善，「當年覺得自己好像在家一樣」。為感謝賀吉普挺台，中華民國總統蔡英文當面向賀吉普表示「臺灣是你第二個家，歡迎隨時再來訪」，臺北市長柯文哲也當面向賀吉普頒發榮譽市民狀。

## 與俄羅斯的關係
2020年4月3日，主導移走解放布拉格的蘇聯將領科涅夫的銅像，而引發和俄羅斯的外交危機。26日根據捷克媒體指稱俄羅斯意圖使用蓖麻毒素暗殺賀吉普，27日他表示已受到警方保護3周。